# Listowel
Listowel (Irsk: Lios Tuathail) er en irsk by i County Kerry i provinsen Munster, i den sydvestlige del af Republikken Irland med en befolkning (inkl. opland) på 4.338 indb i 2006 (3.999 i 2002).
Byen rummer Listowel Castle fra 1400-tallet.